# Limnophora conversa
Limnophora conversa este o specie de muște din genul Limnophora, familia Muscidae, descrisă de Stein în anul 1918.
Este endemică în Madagascar. Conform Catalogue of Life specia Limnophora conversa nu are subspecii cunoscute.